# Gare d’Ax-les-Thermes
Gare d’Ax-les-Thermes vasútállomás Franciaországban, Ax-les-Thermes településen.

## Vasútvonalak
Az állomást az alábbi vasútvonalak érintik:
- Portet-Saint-Simon–Puigcerdà-vasútvonal

## Kapcsolódó állomások
A vasútállomáshoz az alábbi állomások vannak a legközelebb:
- Gare de Mérens-les-Vals
- Gare de Luzenac - Garanou